# Miroslav Čerbák
Miroslav Čerbák (* 23. února 1936) je český lékař a politik, v 90. letech 20. století poslanec České národní rady a Poslanecké sněmovny za ODA a náměstek ministra zdravotnictví.

## Biografie
Roku 1960 nastoupil jako internista do nemocnice Mimoň, po zrušení tamního oddělení nastoupil (po kratším období coby lékař v terénu) do českolipské nemocnice. Zde byl až do roku 1990 primářem na interně. Coby lékař v nemocnici v České Lípě se na částečný úvazek uvádí i v 90. letech. Sblížil se s hercem Vlastimilem Brodským a pečoval o jeho zdraví. Ještě k roku 2006 se zmiňuje jako vedoucí odborné GIT poradny na českolipské interně.
Ve volbách v roce 1992 byl zvolen za ODA do České národní rady (volební obvod Severočeský kraj). Zasedal ve výboru pro sociální politiku a zdravotnictví. Od vzniku samostatné České republiky v lednu 1993 byla ČNR transformována na Poslaneckou sněmovnu Parlamentu České republiky. V ní setrval do konce funkčního období, tedy do voleb v roce 1996. V roce 1995 se stal předsedou mandátového a imunitního výboru sněmovny. Předsedal odborné zdravotnické komisi ODA.
V senátních volbách roku 1996 kandidoval za ODA do senátu za senátní obvod č. 36 – Česká Lípa. Získal ale jen necelých 8 % hlasů a nepostoupil do 2. kola. V letech 1996-1997 byl náměstkem ministra zdravotnictví. V senátních volbách roku 1998 se o něm uvažovalo jako o kandidátovi Unie svobody za senátní obvod č. 34 – Liberec, ale nakonec zde kandidoval lékař Bohuslav Svoboda.
V roce 1992 působil na postu viceprezidenta České lékařské komory. Post viceprezidenta neobhájil v roce 1995 a v roce 1997 zcela opustil předsednictvo České lékařské komory pro nesouhlas s tím, že ČLK doporučila ambulantním lékařům, aby vybírali od pacientů peníze za ošetření. V období let 1997–1998 působil jako šéf lékařského konzilia pro péči o zdraví prezidenta Václava Havla a podílel se na rozhodnutích v době těžkých zdravotních komplikací hlavy státu.